# Eduard Toll
Eduard Gustav von Toll, také Eduard Vasiljevič Toll (2. března / 14. března podle juliánského / gregoriánského kalendáře 1858 Reval – asi 1902 Východosibiřské moře) byl ruský baron, přírodovědec, cestovatel a polárník, který zmizel beze stopy při výzkumech Arktidy.
Pocházel z rodiny baltskoněmecké šlechty, jeho příbuzným a vzorem byl Alexander von Middendorff. Na Tartuské univerzitě vystudoval geologii, zoologii a lékařství, už během studií podnikl výzkumnou cestu do Alžírska a na Baleáry. Roku 1885 se zúčastnil polární expedice Ruské akademie věd, kterou vedl Alexander Bunge. Na Novosibiřských ostrovech objevil pozůstatky pravěké fauny a flóry. Roku 1893 podnikl další cestu na Sibiř, při níž jako první zmapoval oblast okolo řeky Anabar. V roce 1900 stanul v čele velké expedice na lodi Zarja, jejímž hlavním cílem bylo najít legendární Sannikovovu zemi, ležící severně od Novosibiřských ostrovů. Výprava strávila v Severním ledovém oceánu dvě zimy, provedla důkladný průzkum Tajmyru. V oblasti Novosibiřských ostrovů se loď nemohla dostat přes ledovou bariéru, proto ji 23. května 1902 baron Toll spolu s astronomem Friedrichem Seebergem, Tunguzem Nikolajem Protodiakonovem a jakutským lovcem kožešin Vasilijem Gorochovem opustili a vyrazili na saních směrem k Bennettovu ostrovu. Zbytek posádky na ně čekal do září, kdy se před příchodem zimy Zarja uchýlila do kotviště v Tiksi. Na jaře 1903 byla vyslána záchranná výprava, vedená Alexandrem Kolčakem, která na Bennettově ostrově našla tábořiště Tollovy skupiny i deník, v němž byl poslední zápis datován 8. listopadem 1902, kdy velitel uvádí, že se rozhodli se svými muži vydat zpět na jih. Po cestě však zahynuli, jejich těla nebyla nikdy nalezena.
Byl po něm pojmenován Tollův záliv v Karském moři a druh dírkonošce Dendrophyra tolli, jeho rodný dům v Kukruse slouží jako muzeum.